# Hahnenkleeklippen

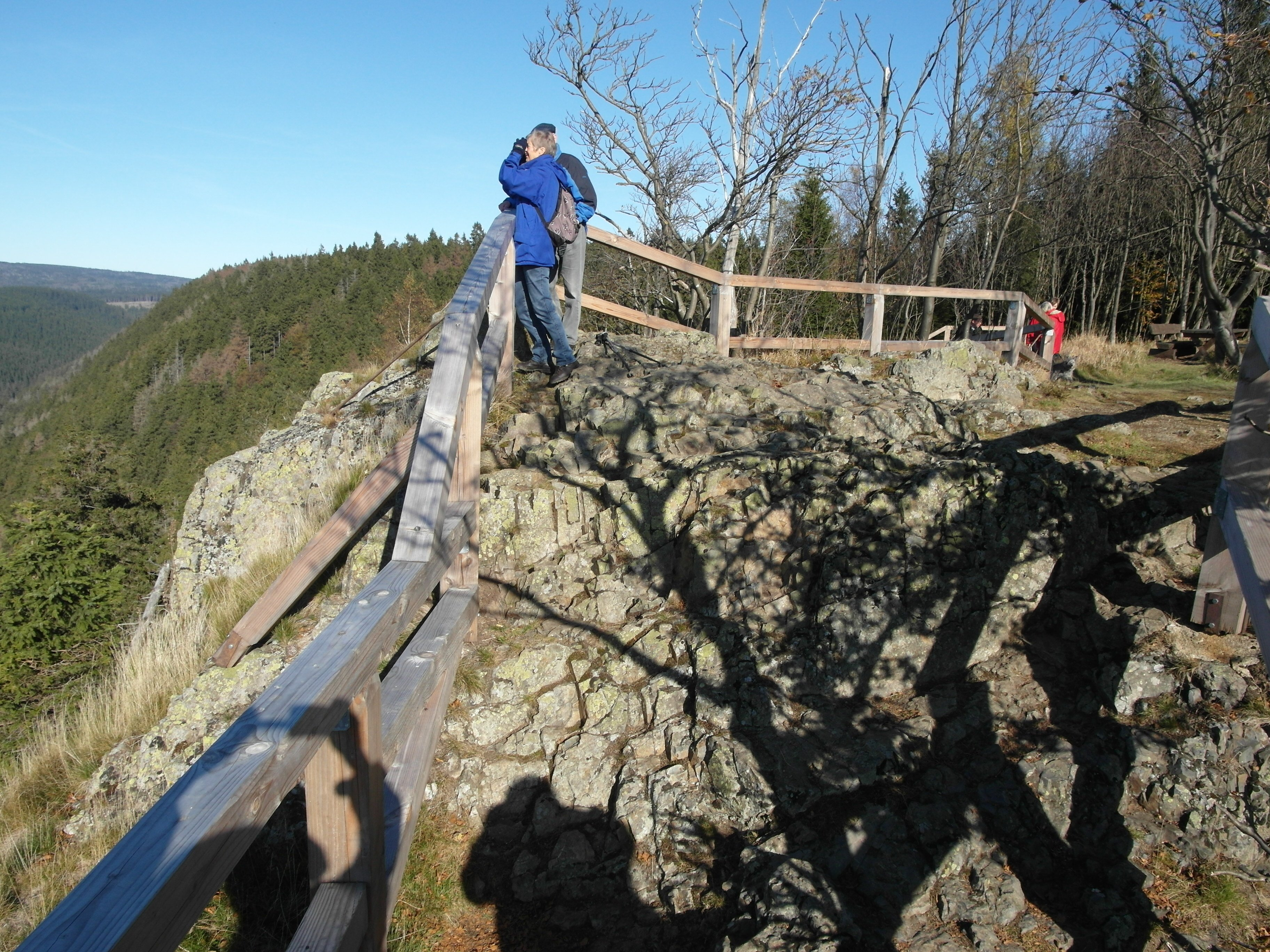
Hahnenkleeklippen: Aussichtsklippe

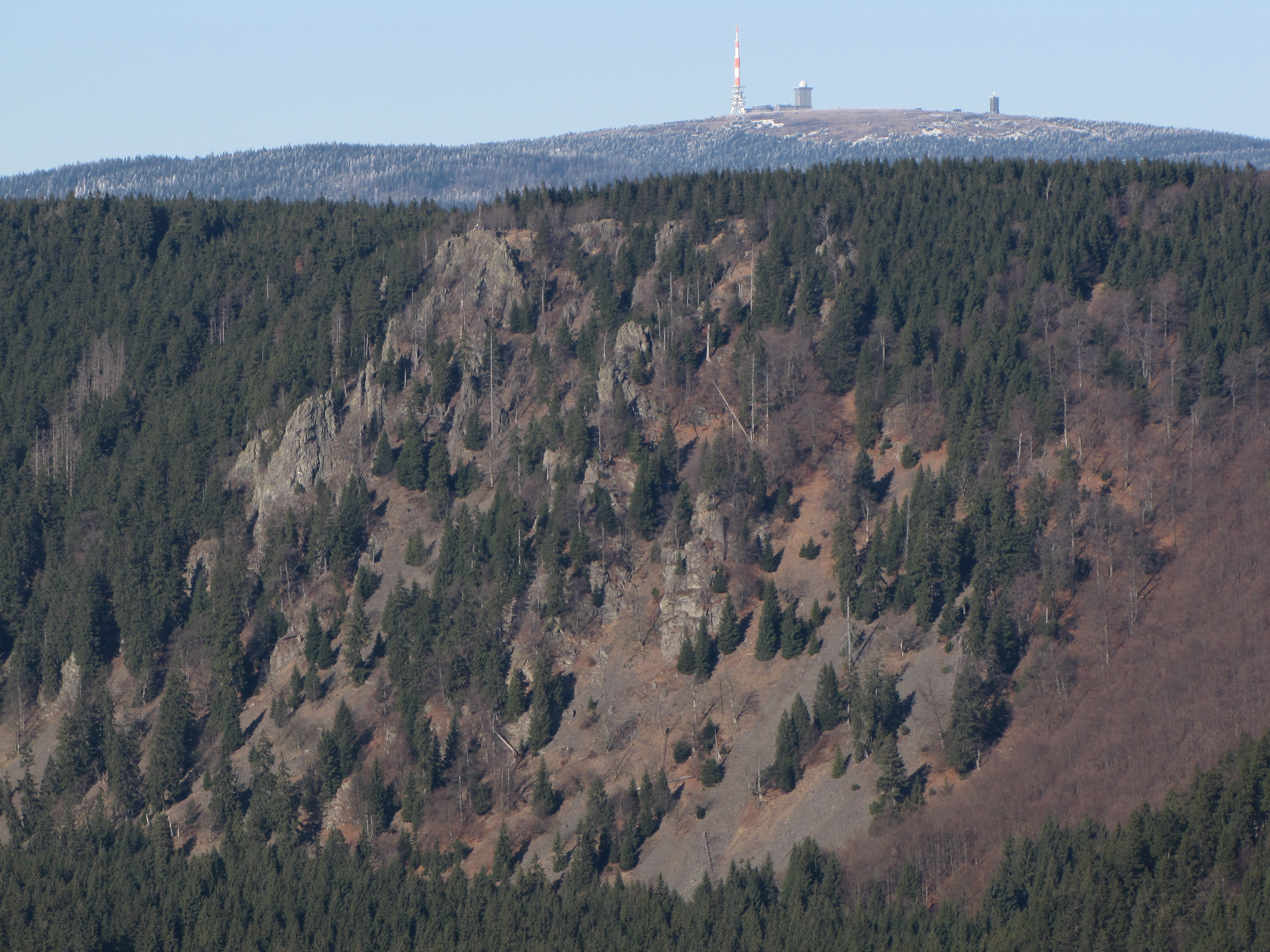
Die Hahnenkleeklippen, von der Jordanshöhe bei Sankt Andreasberg betrachtet (im Hintergrund der Brocken) …

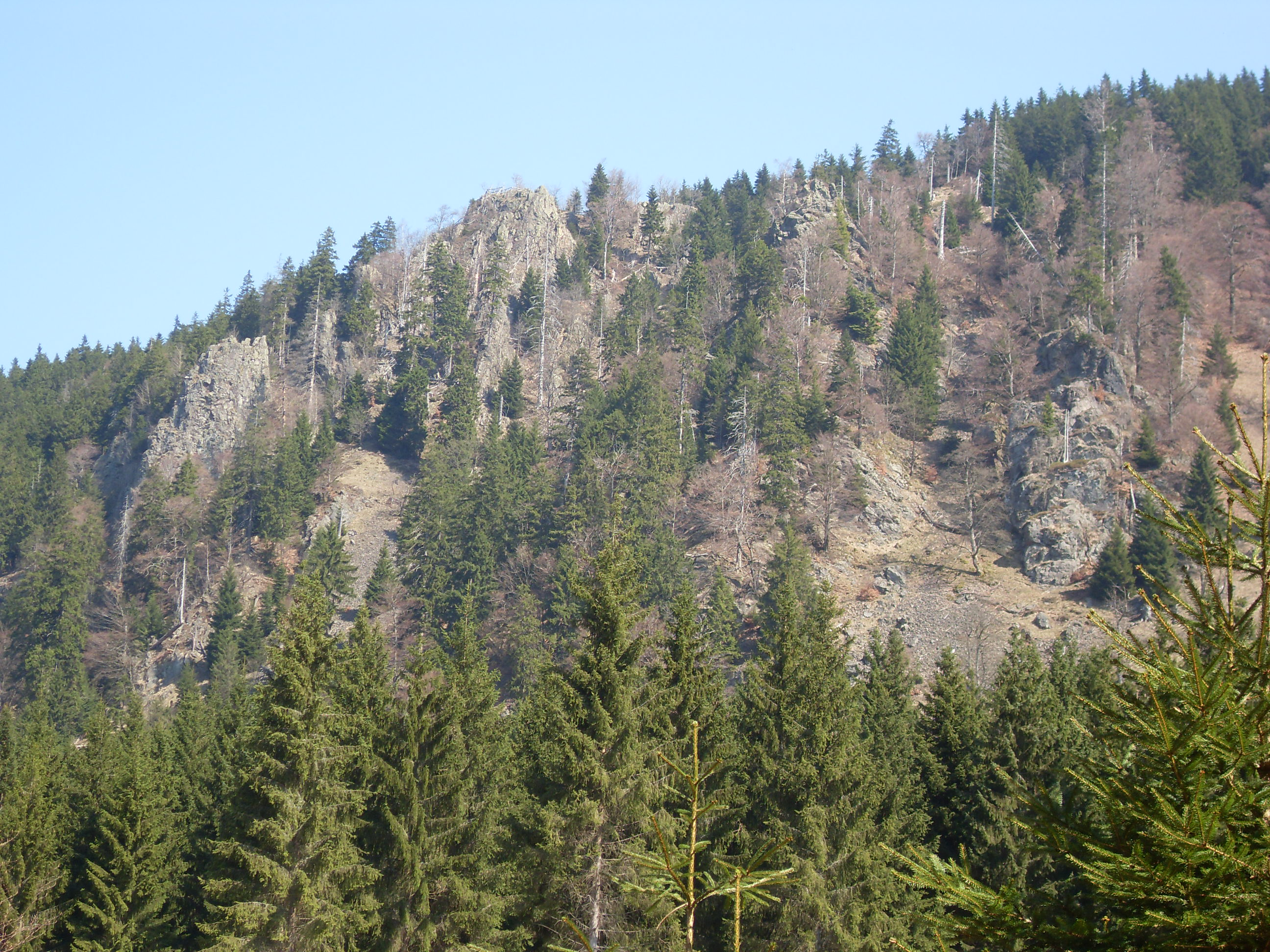
…und dem Odertal aus gesehen

Die Hahnenkleeklippen im Harz sind Teil eines von steilen Felsformationen durchsetzten und maximal etwa 200 m hohen Abhangs (maximal ca. 750 m ü. NN) der Ostflanke des Odertals nahe Braunlage im niedersächsischen Landkreis Goslar.

## Namensherkunft
Der Name „Hahnenkleeklippen“ hat nichts mit der Ortschaft Hahnenklee im Harz zu tun, sondern leitet sich von Hahnenkliev ab, was „Hohe Klippen“ bedeutet.

## Geographische Lage
Die Hahnenkleeklippen liegen im Oberharz im Nationalpark Harz. Sie befinden sich etwa 1,5 km südwestlich des Braunlager Ortsteils Königskrug. Die Klippen sind Teil vom dortigen Osthang des Odertals, der sich zwischen der oberen Kante eines maximal 758,1 m ü. NN hohen Plateaus auf knapp 750 m ü. NN und der Talsohle am Rhume-Zufluss Oder auf rund 550 m ü. NN erstreckt; somit ergeben sich zirka 200 m Höhenunterschied. Manche Felsformationen sind bis zu 50 m hoch. Die Klippen erstrecken sich in Nord-Süd-Richtung auf etwa 700 m Länge. Auf der gegenüberliegenden Seite begrenzen in rund 800 m Entfernung die Hohen Klippen am Rehberg (ca. 893 m) das Odertal.

## Geologie und Flora
Die Klippen bestehen aus Hornfels, einem metamorphen Gestein. Unterhalb der Klippen sind Schutthalden zu finden, deren Entstehung hauptsächlich auf Erosion durch Frostsprengung zurückzuführen ist. Die Klippen sind von Nadelwald bewachsen und umgeben.

## Tourismus
Die Hahnenkleeklippen sind beliebtes Wanderziel und von Königskrug oder Braunlage erwanderbar. Vom östlich der Klippen befindlichen Wanderweg Hahnenkleer Waldstraße zweigt etwa 200 m südsüdöstlich der Schutzhütte Hegemeister-Hartmann-Hütte (⊙) ein knapp 250 m langer Pfad zu einem auf rund 740 m ü. NN oberhalb der Klippen gelegenen Aussichtspunkt ab.
Die Klippen sind als Nr. 75 in das System der Stempelstellen der Harzer Wandernadel einbezogen; die Stempelstelle befindet sich etwa 250 m (Luftlinie) südwestlich des an den Hahnenkleeklippen befindlichen Aussichtspunkts in vorgenannter Schutzhütte.
Für den Klettersport waren die Klippen früher durch einige verhältnismäßig lange und ernste Routen erschlossen, seit 1981 gilt hier aber aufgrund der Naturschutzbestimmungen des Nationalparks ein absolutes Kletterverbot.